# طوي عتير
 طوي عتير، قرية بصلالة في سلطنة عمان تطل على الجبال المرتفعة شديدة الانحدار.
وهي ملتقى لمختلف فصائل الطيور، والطوي بلغة أهل عمان والأمارات العربية المتحدة، وإمارات الخليج الشرقية (لنجة، الأحواز) تعني بئر الماء وجمعها طويان.